# Dragomirest
Dragomirest, 1911 és 18 között Dragomér, Dragomirestye (románul: Dragomirești, ukránul: Драхомирешти) falu Romániában, a Bánátban, Temes megyében.

## Fekvése
Lugostól 18 kilométerre délkeletre fekszik.

## Nevének eredete
A Dragomér/Dragomir személynév román képzős változatából való. 1439-ban Dragomerfalwa, 1542-ben Dragomeresth, 1573-ben Dragomirest alakban említették. 1909–11-ben a község döntése ellenére változtatták meg nevét Dragomér-ra.

## Története
1439-ben és 1444-ben Zsidóvár tartozékaként szerepel. 1717-ben harminc házzal írták össze. 1844-ben a görög eredetű Janitsáry Miklós komáromi kereskedő kapta meg birtoka negyedrészét, és hozzá dragomirestyei előnévvel nemesi oklevelet. Rajta kívül ekkor a Raics és a Vlahovics családok birtokoltak benne. Elköltöző román lakosságát 1964–65-től Máramarosból érkező ruszinok váltották fel. 1779 és 1880 között Krassó, 1880 és 1926 között Krassó-Szörény vármegyéhez tartozott.
1880-ban 532 lakosából 478 volt román, 25 magyar, 8 német és 21 egyéb (cigány) anyanyelvű; 504 ortodox és 11 római katolikus vallású.
2002-ben 390 lakosából 366 volt ukrán és 21 román nemzetiségű; 237 ortodox és 149 pünkösdi vallású.

## Látnivalók
- Ukrán ortodox fatemploma 1754-ben épült, a 19. század elején festették ki és 1877-ben hozták mai helyére Nagyzorlencről. 1969-ben restaurálták.